# Șerbotești, Vaslui
Șerbotești este un sat în comuna Solești din județul Vaslui, Moldova, România.
Satul este situat la o distanță de 294 km nord-est, de București, 19 km nord, de Vaslui și 41 km sud, de Iasi.

## Populație
Conform recensământului din 2002, satul Șerbotești avea 862 de locuitori. Toți locuitorii vorbesc limba română.

## Atestare
Satul este atestat documentar la data de 11 februarie 1400, când a fost dăruit de Alexandru cel Bun lui Dan Vameș. 
Din sursele păstrate și transmise de la strămoși rezultă că pe aceste meleaguri s-au asezat peste 50 de familii, venite din Transilvania și Bucovina, împreună cu preotul lor, principala îndeletnicire fiind, ca și azi, agricultura și creșterea animalelor.